# Експрес (киностудия)
Вижте пояснителната страница за други значения на Експрес.
„Експрес“ (на украински: Експрес) е украинска киностудия, намирала се в Киев, основана през 1911 г.
В киностудия „Експрес“ за първи път в Руската империя е излъчен филм, в който има кадри, снимани от самолет. Те са направени от фотографа В. Добржавский, който извършва редица полети с моноплан с пилот Петро Нестеров по маршрутите Киев – Нежин и Киев – Остер – Козелец. Височината на полета е изключителната за времето си 1500 m.
Киностудията се е намирала на главната улица на Киев – „Хрещатик“ 25, но сградата не е запазена.
|  | Тази страница частично или изцяло представлява превод на страницата „Експрес (кіностудія)“ в Уикипедия на украински. Оригиналният текст, както и този превод, са защитени от Лиценза „Криейтив Комънс – Признание – Споделяне на споделеното“, а за съдържание, създадено преди юни 2009 година – от Лиценза за свободна документация на ГНУ. Прегледайте историята на редакциите на оригиналната страница, както и на преводната страница, за да видите списъка на съавторите. ВАЖНО: Този шаблон се отнася единствено до авторските права върху съдържанието на статията. Добавянето му не отменя изискването да се посочват конкретни източници на твърденията, които да бъдат благонадеждни. |